# Arouna Koné
Arouna Koné (Ányama, Costa de Marfil, 11 de noviembre de 1983) es un exfutbolista marfileño. Jugaba de delantero y su último equipo fue el VK Weerde de Bélgica.

## Trayectoria
Empezó a jugar en el Rio Sport d'Anyama de su pueblo natal. Con solo 17 años ya formaba parte del primer equipo que logró el ascenso a la Primera División.
En 2002 estuvo casi un mes a prueba en el R. C. Lens francés, pero no se adaptó al frío de la ciudad norteña. Sin embargo, siguió con su aventura europea marchándose a Bélgica para jugar con el Lierse SK. En la Jupiler League sólo estuvo un año, aunque le bastó para confirmar su calidad. Anotó 19 goles, mejoró en su físico, y volvió a mudarse de país para irse al Roda JC neerlandés.
En su primera campaña en el Roda mantuvo sus cifras y confirmó todo lo bueno que se esperaba de él en el Mundial Juvenil de 2003, celebrado en los Emiratos Árabes Unidos. Los marfileños quedaron eliminados en octavos ante Estados Unidos, pero Koné dejó un excelente sabor de boca al anotar cinco de los siete goles de su selección.
A pesar de su buen rendimiento en los Emiratos Árabes y de su internacionalidad, Arouna siguió en Kerkrade, donde aún mejoró sus registros anotadores con doce dianas más en el torneo liguero. En agosto de 2005, el Manchester United y el AC Milan quisieron contratarle, pero no acabó de decidirse. Esta vacilación fue aprovechada por el PSV. El club de Eindhoven pagó siete millones de euros por su traspaso, una vez que ya había empezado la temporada y Koné ya sumaba dos goles con el club amarillo e incluso había disputado la Intertoto.
El ariete no notó el cambio en el Philips Stadion y respondió satisfactoriamente a la confianza mostrada por Guus Hiddink marcando siete goles en 13 encuentros.

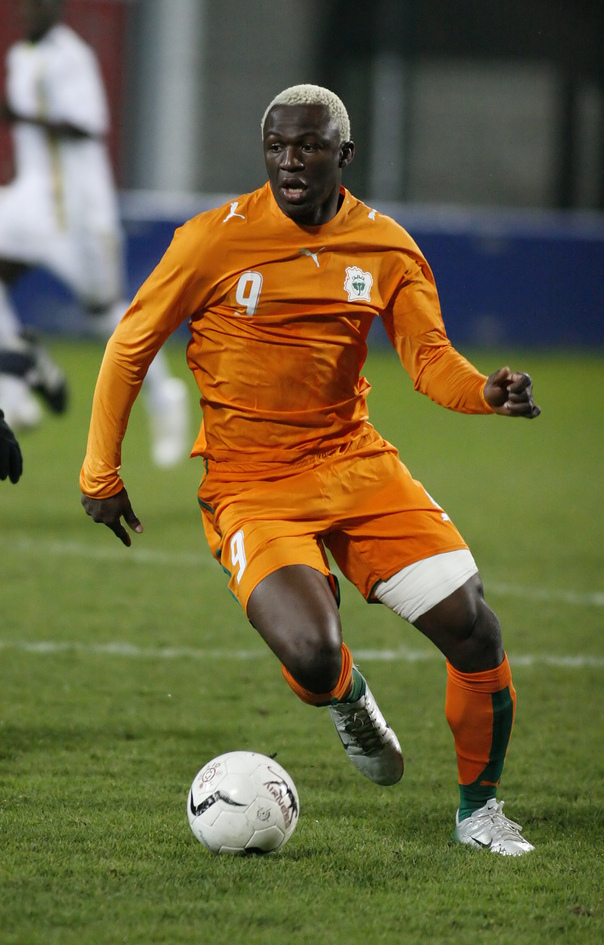
Con la

El verano de 2007 el Sevilla F. C. pagó 12 millones de euros por su traspaso, convirtiéndose en el fichaje más caro de la historia del club hispalense. En su primer año en Sevilla jugó 17 partidos de liga, anotando un gol.
El verano de 2008, en un partido amistoso con la selección marfileña, sufrió una lesión de triada: ruptura de ambos ligamentos de la rodilla y el menisco. La recuperación le mantuvo inactivo prácticamente toda la temporada, jugando algunos minutos al final del curso.
Una vez recuperado de su lesión, no gozó de continuidad por parte del entrenador sevillista, Manolo Jiménez. Tras disputar 17 partidos de liga, sin ver puerta, fue cedido en el mercado de invierno al Hannover 96. Con el cuadro alemán marcó dos goles en ocho partidos de la Bundesliga, hasta lesionarse nuevamente en la rodilla.
Para la temporada 2010-11 regresó al Sevilla FC, que lo inscribió para disputar la liga, a pesar de estar todavía lesionado.
La temporada 2011-12, última de su contrato, jugó cedido en el Levante U. D., reservándose el club sevillista una opción de renovación si el jugador anotaba 18 goles en la temporada, incluyendo todas las competiciones. Se convirtió en uno de los jugadores más importantes, siendo el máximo goleador del equipo. A final de temporada anotó 15 goles en Liga y 2 en Copa, quedándose a un gol de la renovación automática con el Sevilla F. C. El 21 de mayo de 2012 se anunciño el acuerdo para firmar por el Levante U. D. por una temporada más otra opcional, con una cláusula de 10 millones de euros.
En el mercado de verano de esa misma temporada Koné abandonó el Levante U. D. rumbo al Wigan Athletic F. C. por un valor de 5 millones de euros.
En el mercado de fichajes de la temporada 2013-14 fue fichado por el Everton F. C. El 4 de mayo de 2017, el entrenador Ronald Koeman confirmó que el jugador saldría del club al fin de la temporada, cuando su contrato terminaba.

## Selección nacional
Ha sido internacional con la selección de fútbol de Costa de Marfil en 39 ocasiones y ha anotado nueve goles. El 31 de marzo de 2004 debutó en un amistoso ante Túnez en la ciudad de Radès.

### Participaciones en Copas del Mundo
| Mundial                        | Sede     | Resultado    |
| ------------------------------ | -------- | ------------ |
| Copa Mundial de Fútbol de 2006 | Alemania | Primera fase |

## Clubes
| Club                   | País            | Año       |
| ---------------------- | --------------- | --------- |
| Rio Sport d'Anyama     | Costa de Marfil | 2001-2002 |
| Lierse S. K.           | Bélgica         | 2002-2003 |
| Roda JC Kerkrade       | Países Bajos    | 2003-2005 |
| PSV Eindhoven          | Países Bajos    | 2005-2007 |
| Sevilla F. C.          | España          | 2007-2012 |
| Hannover 96 (cesión)   | Alemania        | 2010      |
| Levante U. D. (cesión) | España          | 2011-2012 |
| Wigan Athletic F. C.   | Inglaterra      | 2012-2013 |
| Everton F. C.          | Inglaterra      | 2013-2017 |
| Sivasspor              | Turquía         | 2017-2021 |
| VK Weerde              | Bélgica         | 2022-     |

## Palmarés

### Campeonatos nacionales
| Título     | Club                 | País         | Año  |
| ---------- | -------------------- | ------------ | ---- |
| Eredivisie | PSV Eindhoven        | Países Bajos | 2006 |
| Eredivisie | PSV Eindhoven        | Países Bajos | 2007 |
| FA Cup     | Wigan Athletic F. C. | Inglaterra   | 2013 |